# 正閏論
正閏論（せいじゅんろん）とは、中国及び漢字文化圏において、王位の正統性がどの王朝にあったかについての議論である。ここでの『閏』は「うるう」ではなく「異端」という意味であり、「平年ではない余り物」から派生して「正統ではない余り物」も意味するようになった。

## 概要

### 中国
中国においては漢代に殷・周と続いた後の秦を正統とせず漢は周を受け継いだものとしたのが最初で、三国時代・南北朝時代などの分裂期のたびに「どの王朝が正統でどの王朝が閏統であるか」が後世の歴史家によって議論された。「天に二日なく、地に二王なし」との「礼記」の記述から「本来皇帝はただ一人であるから、過去の複数の皇帝が居た時代においてもどれか一つの皇帝を正統として歴史書を記すべきである」という思想が支配的であったためにこのような議論が起こったもので、たとえば三国がともに皇帝を名乗った三国時代の歴史を書いた陳寿は、魏の皇帝のみを列伝ではなく本紀に収録し、その死も魏の皇帝のみに「崩」の文字を用いて魏を正統として扱っている。
最初に秦を正統としない議論が出たことでもわかるように、近代国家の正統政権についての議論とは異なり、分裂している時代に限った議論ではなく天下を統一したからといって正統と認められるとは限らない。明の方孝孺のように百年間統一王朝として続いた元を夷狄として正統から外した例もある。また、朱熹が資治通鑑綱目で「南北朝時代と五代十国については無統」としたように、無政府状態でもない時代について「この時代には正統王朝がない」とすることもありうる。

### 日本
日本では同時に二人の天皇が存在した南北朝時代について、南朝（大覚寺統）と北朝（持明院統）のどちらを正統とするかという議論が盛んにおこなわれた（南北朝正閏論）。また、朱子学の正閏の基準として立てられた「簒臣、賊后、夷狄は正統とせず」（謀反人、女性、異民族は正統としない）という議論は、山崎闇斎ら日本の儒学者によって、「それならば中国史上の創業の君主はみな謀反人ではないか、神武天皇以来万世一系の日本に中国は政権の正統性で遠く及ばない」という議論に結び付けられ、尊皇思想や皇国史観につながっていくことになった。